# St Thomas’s Church (Keith)

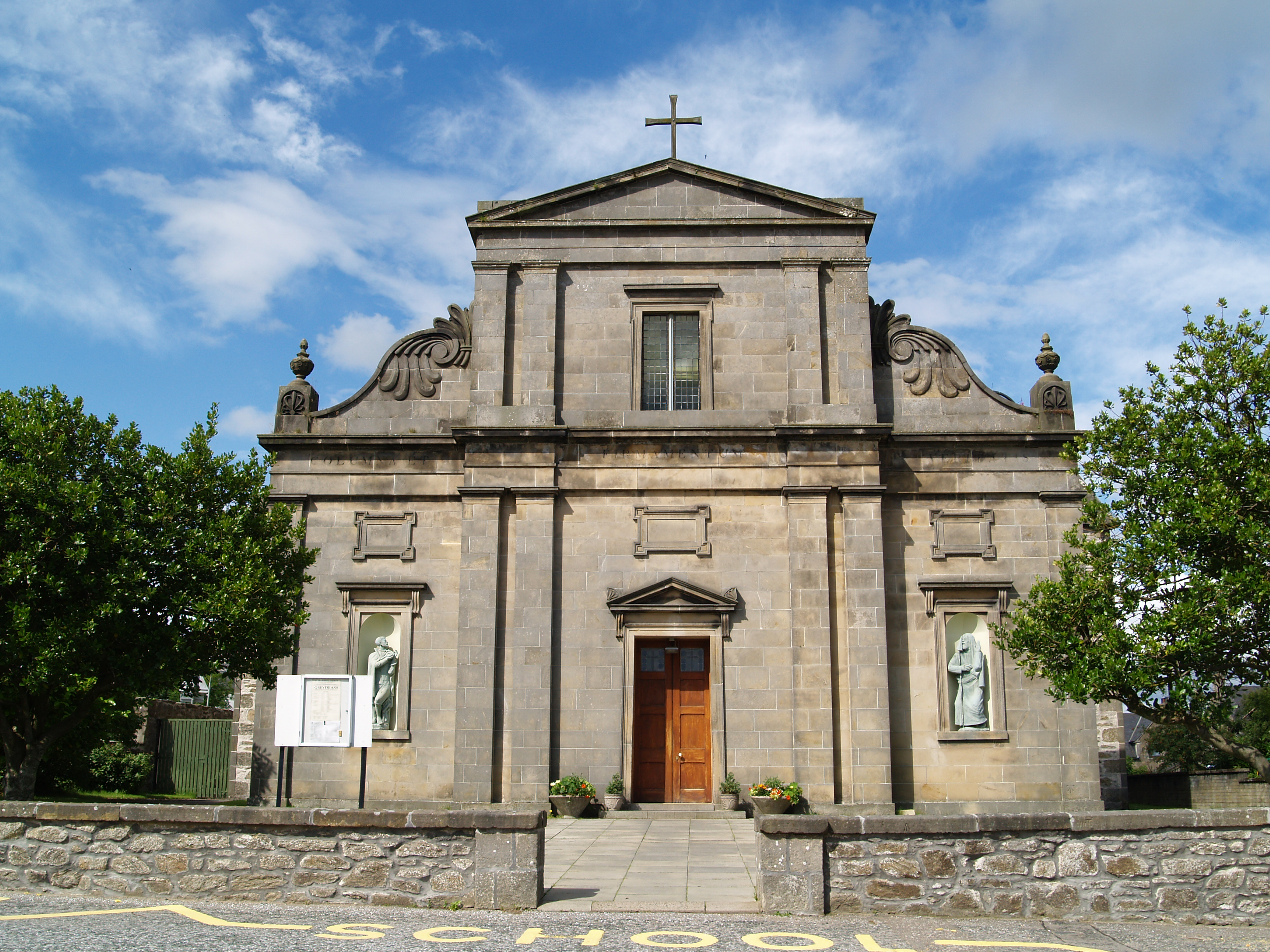
St Thomas’s Church

Die St Thomas’s Church ist ein römisch-katholisches Kirchengebäude in der Ortschaft Keith in der schottischen Council Area Moray. 1972 wurde das Bauwerk in die schottischen Denkmallisten zunächst in der Kategorie B aufgenommen. Die Hochstufung in die höchste Denkmalkategorie A erfolgte 1988.

## Geschichte
Nach der Reformation in Schottland wurden römisch-katholischen Gemeinden mit Argwohn, teils mit Feindseligkeit begegnet. Aus diesem Grund handelte es sich bei den frühen post-reformatorischen römisch-katholischen Kirchen häufig um versteckte Kirchen, wie zum Beispiel die St Ninian’s Church. Mit der nahe Buckie gelegenen St Gregory’s Church entstand ab 1788 ein deutlich als solcher erkennbarer Kirchenbau, der als ältester, nicht-versteckter, post-reformatorischer, römisch-katholischer Kirchenbau in Schottland gilt.
Zu Beginn des 19. Jahrhunderts nutzte die regionale katholische Gemeinde ein unauffälliges Cottage außerhalb Keiths, das 1785 errichtet worden war. Mit dem Tod des örtlichen Priesters folgte Walter Lovi 1825 auf der Pfarrstelle nach. Lovi, der auch weitere Kirchen in der Umgebung plante, begann Spendengelder für Kirchenneubauten einzutreiben. Hierzu begab er sich auf eine Reise durch das Vereinigte Königreich, zu dem zu dieser Zeit auch Irland gehörte, und Frankreich. Neben Geldspenden stiftete der französische König Karl X. auch ein Gemälde von François Dubois mit dem Titel „Der Unglaube Thomas’“. Bis zur Fertigstellung der St Thomas’s Church las Lovi seine Messen in einer kleinen Kapelle in der Land Street.
Die St Thomas’s Church wurde nach einem Entwurf Walter Lovis errichtet. Am 1. August 1831 wurde die erste Messe gelesen.

## Beschreibung
Die St Thomas’s Church steht an einer prominenten Position am Südrand von Keith. Sie folgt keinem einheitlichem Stil, sondern weist sowohl Elemente der klassizistischen als auch der neobarocken Architektur auf. Das Mauerwerk der Kreuzkirche besteht aus grob behauenem Bruchstein mit Natursteineinfassungen. Einzig an der ostexponierten Hauptfassade wurden polierte Steinquader zu einem Schichtenmauerwerk verbaut. Die drei Achsen weite Fassade ist opulent mit gepaarten Pilastern, bekrönten Öffnungen und Ädikulä mit Heiligenstatuen ausgestaltete. Markant ist der neobarocke Volutengiebel. Entlang der übrigen Fassaden sind längliche Sprossenfenster oder Rundbogenfenster eingesetzt. Von der Vierung erhebt sich eine geschweifte, oktogonale Kupferkuppel mit Kreuz in der Apex. Die Kirchdächer sind mit Schiefer eingedeckt.